# Gde-to est' syn
Gde-to est' syn (Где-то есть сын) è un film del 1962 diretto da Artur Iosifovič Vojteckij.